# こうゆうかん学院
こうゆうかんは、株式会社ビジュアルビジョンが埼玉、東京、茨城、群馬で約40校舎（2015年現在）展開している学習塾（小学部・中学部中心）。

## 沿革
- 1976年 弘猷館(こうゆうかん)創立する。
- 1980年 「こうゆうかん学院」に名称変更する。
- 1985年 法人化する。
- 1989年 専用テキストの開発に着手する。
- 1993年 中学3年受験生用テキストを開発。
- 1994年 中1・2生用オリジナルテキスト・講習会テキスト開発。
- 1995年 「THE義塾」創立。ビジュアルビジョングループ組織を結成する。
- 1998年 個別指導塾開校する。
- 1999年 「マインズ予備学院」開校する。
- 2006年 大宮に新本社移転する。
- 2007年 こうゆうかんファイリングシステムを開始。
- 2008年3月 「Vision個別学院」、「Plus自立学習」開校する。
- 2008年6月 こうゆうかん「さいたま新都心校」開校する。
- 2009年2月 大宮アルディージャの公式スポンサーになる。

## 主な取引銀行
- 武蔵野銀行

## グループ企業
- 株式会社 ビジョナリー

## その他
- 正式名称は「こうゆうかん学院」だが、近年は「こうゆうかん」・「koyukan」を用いることが多い。
- 毎年夏と冬に、THE義塾と合同で、受験を控えた中学3年生と小学6年生（私立受験希望者）を対象に合宿が行われている。（小学6年生は夏のみ）（夏合宿は8月中旬に長野県の志賀パークホテル、高天ヶ原ホテル、一井ホテルで5日間行われる。　冬合宿は、12月から1月にかけて神奈川の(株)光洋スクエア 横浜研修センターで4日間行われる）

## 参考資料
- 井沢隆，2010，『なぜこの学校の生徒はやる気に満ちているのか?』青月社
- 井沢隆，2008，『学ぶ理由 学ばせる理由―理由がわかればすべてが解る』幻冬舎メディアコンサルティング